# Dick Vitale
Richard J. "Dick" Vitale, alias "Dickie V", né le 9 juin 1939, est un commentateur sportif américain de basket-ball. Il est également un ancien entraîneur dans les rangs universitaires et professionnels et est bien connu en tant que commentateur de basket-ball NCAA, notamment pour ses remarques enthousiastes pendant les matchs. De plus, il est l'auteur de sept livres et a joué dans plusieurs films. 

## Vie professionnelle
Le premier emploi de Vitale fut celui d'entraîneur dans une école primaire à Garfield dans le New Jersey en 1959. Par la suite, il a intégré l'école secondaire pour devenir entraîneur de Garfield High School pour une saison, puis il occupa le même poste à East Rutherford High School.
En 1971, Vitale est recruté par l'Université Rutgers comme entraîneur adjoint de l'entraîneur Dick Lloyd. Après deux saisons là-bas, il a été embauché en 1973 par l'Université NCAA de Detroit pour devenir leur entraîneur officiel.  
En 1977, Vitale a pris la direction de l'équipe NCAA de Detroit et afficha un bilan de 79-29 pendant son mandat, avec notamment une série de 21 victoires au cours de cette saison. Après 4 années en qualité d'entraîneur en chef de l'équipe de Detroit, Vitale a été nommé à l'université en tant que directeur sportif. 
L'année suivante, Vitale a été entraîneur des Pistons de Détroit de la NBA pour la saison 1978-79, les menant à un 30 victoires et 52 défaites. Le 8 novembre 1979, le propriétaire des Pistons Bill Davidson lui annonce son éviction du poste d'entraîneur des Pistons après les douze premiers matches de la saison 1979-80.  
La principale raison de la chute de Vitale et son éviction des Pistons a été la manœuvre qui a amené Bob McAdoo à Detroit. ML Carr a pris la décision de signer avec Boston en tant qu'agent libre en 1979, ce qui a engendré une transaction dans laquelle les Pistons devaient une indemnité à Carr, exigée par Bob McAdoo, alors que les Celtics cherchaient un moyen de ne pas payer en raison de blessures. Les Celtics ont obtenu deux choix de premier tour à la draft 1980 (en plus de Carr) en échange que les Pistons valide la signature de McAdoo comme agent libre. Un sélectionné est devenu l'ensemble du premier choix dans le projet de 1980. Boston récupère le choix 3 (Kevin McHale) et le choix 13 des Warriors (Joe Barry Carroll) et l'échange contre Robert Parish.  
Après son départ à titre d'entraîneur des Pistons de Detroit, Scotty Connal a donné sa chance à Vitale comme premier présentateur à l'époque de ESPN. Au départ, Vitale a accepté sur une base temporaire jusqu'à ce qu'un autre poste d'entraîneur soit disponible, mais il est finalement resté pendant plusieurs décennies à son poste. Sceptique, il n'avait aucune connaissance dans le domaine télévisuel et il voulait revenir à une fonction d'entraineur, c'est pourquoi il était réticent à accepter le poste. Cependant, sa femme Lorraine lui a recommandé d'accepter ce poste à la télévision, car il pourrait y prendre goût. C'est ainsi qu'il contacta ESPN, la chaîne du basket-ball le 5 décembre 1979, date de la défaite de DePaul à Wisconsin 90-77. Vitale a été le premier partenaire de Joe Boyle sur le petit écran. Il a d'abord eu du mal à s'adapter à son travail de radiodiffusion, notamment en ratant son entretien et en ayant du mal à suivre les conseils des producteurs. Il doutait de ses capacités, mais son employeur lui a assuré qu'il avait une qualité innée. Vitale crédite son succès à l'expérience qu'il a acquise en travaillant avec Jim Simpson au début de sa carrière. 
En novembre 2006, Vitale a signé une prolongation de contrat avec ESPN pour la saison 2012-13 de basket-ball universitaire. En 2008-09, il a été sa 30e saison avec le réseau ESPN. 
Vitale a été recruté pour sublimer les deux premiers tours du tournoi NCAA par CBS, malheureusement ESPN lui a interdit via son contrat. Cependant, les analystes ESPN Jay Bilas et Len Elmore ont été autorisés à commenter et animer le tournoi de la couverture de CBS, faisant équipe avec les annonceurs by-play, où ont joué Dick Enberg et Gus Johnson. 
Vitale est un jury du Top 25 sur la AP masculine de basket-ball mais également pour la remise annuelle du Prix Naismith et du Prix John-bois. 
Le 5 septembre 2008 Vitale a été intronisé au Basketball Hall of Fame en tant que contributeur majeur à ce sport. 
Par ailleurs, Vitale a commenté son premier match NBA à la télévision durant les playoffs NBA 1984, avec Dan Shulman, le 7 janvier 2009, lorsque le Heat de Miami a joué les Denver Nuggets en NBA. Depuis, il n'a eu cesse de commenter d'autres tournois. 
En 2009, Vitale avait commenté près d'un millier de matches. Vitale, un commentateur, est principalement associée à-by-play annonceurs avec Mike Patrick, principalement ceux de l'ACC jeux et Dan Shulman pour le Primetime du samedi et d'autres jeux non-ACC. Pendant les séries éliminatoires, il apparaît comme un analyste de studio avec  Rece Davis et ses compatriotes analystes Jay Bilas, Digger Phelps, Hubert Davis, et Bob Knight. Auparavant, il faisait équipe avec Keith Jackson, Roger Twibell, et Brent Musburger pour ABC, ainsi que Jim Simpson, Tim Brando, Mike Tirico, et Brad Nessler. Il a travaillé en studio avec Bob Ley, John Saunders, Mike Tirico, et Chris Fowler, ainsi qu'à la fin des années avec Jim Valvano.

## Origine et formation
Dick Vitale est né à Passaic, New Jersey. Son père, John, était conducteur de presse à vêtements et exerçait comme second emploi garde de sécurité. Sa mère, Mae, travaillait dans une usine comme couturière et réalisait des manteaux jusqu'à ce qu'elle subisse un accident vasculaire cérébral.
Vitale est diplômé de l'Université Seton Hall en 1963 avec un baccalauréat ès sciences en administration des affaires. Il a ensuite obtenu une maîtrise en éducation de ce qui est désormais la William Paterson University. 

## Vie privée
Il était très ami avec Jim Valvano, également connu comme "Jimmy V", et continue à être le fer de lance des activités de financement de la Fondation de recherche du cancer en son honneur.
Vitale est aussi un supporter et un abonné des matchs des Tampa Bay Buccaneers en NFL (football américain). Son ventilateur est souvent repéré par les fans car il est assis dans la première rangée derrière le marbre au Tropicana Field. S'il est originaire de l'Est Paterson, New Jersey et a vécu à Elmwood Park, New Jersey, Vitale est désormais un résident de Lakewood Ranch, en Floride, qui est situé près de Bradenton, en Floride.
Le 18 décembre 2007, il lui est diagnostiqué des lésions sur ses cordes vocales. Il est opéré avec succès et retourne à l'antenne le 6 février pour la rencontre entre Duke et North Carolina sur ESPN. Avant cela, il n'avait jamais raté un match pour cause de maladie. 
Dick Vitale est marié et a deux filles, qui ont toutes deux joué au tennis universitaire à l'Université de Notre-Dame. Il est souvent vu aux matches de football américain des Notre Dame Fighting Irish et est un ardent défenseur de l'école.  
Dans la culture populaire Vitale a prêté son nom et sa voix en 1994 au jeu Sega Genesis Dick Vitale "Awesome Baby" College Hoops. Vitale et Nessler furent également les voix des commentateurs pour EA Sports ' NCAA de basket-ball (NCAA anciennement Mars Madness), une série de jeux vidéo. 
En 2004, Vitale a publié un descriptif autobiographie coécrit avec Dick Weiss "Le Droit de vivre un rêve". Le livre pose quelques réflexions et commentaires sur ses jours avec les Pistons et ESPN et sur ses souvenirs avec l'ancien entraîneur de basket-ball NC State,  Valvano Jim. 
En 1988, Vitale avait une apparition en tant que commentateur de baseball, le partage de la cabine de diffusion encombrée de Curt Gowdy, Jim Palmer, Dick Enberg, Mel Allen, Tim McCarver et Joyce Brothers dans The Naked Gun: à partir des fichiers de police Squad. 
Vitale joue actuellement dans les publicités pour DiGiorno pizza et Hooters restaurants. Il a aussi fait une apparition dans la série télévisée The Cosby Show avec son ami Jim Valvano comme déménageurs dans l'épisode de la huitième saison "The Getaway".